# DISILLUSION 〜격검영화〜
《DISILLUSION 〜격검영화〜》(일본어: DISILLUSION 〜撃剣霊化〜 DISILLUSION 〜게키켄렌카〜[*])는 일본의 헤비 메탈 밴드인 LOUDNESS의 네 번째 스튜디오 음반이다. 1983년 영국 런던에서 녹음, 혼합, 숙달되어 1984년 초에 발매되었다. 녹음 세션에 선정된 음향 엔지니어는 예스, 엘튼 존, 지미 페이지, 밥 말리와 같은 연주자들과 이전에 작업했던 전문가 줄리안 멘델슨이었다. 오리지널 일본어 버전은 영국의 뮤직 포 네이션스와 유럽의 로드러너 레코드에 의해 라이선스되고 발매되었다. 이 밴드에 대한 미국의 주요 레이블들의 관심과 서구 관객들이 그들의 작품을 접할 수 있도록 해야 한다는 필요성은 1984년 7월 1일 영어로 노래한 보컬 트랙이 수록된 음반의 새로운 발매를 촉발시켰다. 영어판은 원래 일본어 발매에서 빠진 다카사키 아키라의 기악곡 〈Anthem (Loudness Overture)〉으로 음반을 발매했다.

## 평가
| 전문가 평가                      | 전문가 평가 |
| 평가 점수                        | 평가 점수   |
| 출처                             | 점수        |
| -------------------------------- | ----------- |
| AllMusic                         | [ 2 ]       |
| Collector's Guide to Heavy Metal | 6/10        |
| Rock Hard                        | 9.5/10      |

2005년, 《DISILLUSION 〜격검영화〜》는 《록 하드》 매거진의 "역사상 가장 위대한 록 & 메탈 음반 500장"에서 290위에 올랐다. 2007년 9월, 《롤링 스톤 재팬》은 "역사상 가장 위대한 일본 록 음반 100장"에서 40위에 올랐다. 2019년, 〈Exploder〉는 《YOUNG GUITAR》 매거진이 선정한 최고의 기타 악기 21위에 선정되었다.

## 곡 목록
작사는 모두 니이하라 미노루가 맡았고, 작곡은 모두 다카사키 아키라가 맡았다.
| #  | 제목                                             | 재생 시간 |
| -- | ------------------------------------------------ | --------- |
| 1. | 〈Crazy Doctor〉                                 | 4:13      |
| 2. | 〈Esper〉                                        | 3:45      |
| 3. | 〈Butterfly(마성의 여자) (Butterfly(魔性の女))〉 | 5:12      |
| 4. | 〈Revelation(계시) (Revelation(啓示))〉          | 4:19      |

| #  | 제목                                                         | 재생 시간 |
| -- | ------------------------------------------------------------ | --------- |
| 5. | 〈Exploder〉 (기악)                                          | 2:29      |
| 6. | 〈Dream Fantasy(꿈・Fantasy) (Dream Fantasy(夢・Fantasy))〉  | 4:34      |
| 7. | 〈Milky Way〉                                                | 4:17      |
| 8. | 〈Satisfaction Guaranteed〉                                  | 3:39      |
| 9. | 〈Ares' Lament(아레스의 한탄) (Ares' Lament(アレスの嘆き))〉 | 5:30      |